# Battaglia di Ostrovo
La battaglia di Ostrovo fu combattuta nel 1041 vicino a Ostrovo, una zona vicino al lago d'Ostrovo, nell'attuale Grecia del Nord, e lo scontro fu fra bizantini e bulgari, e i bizantini uscirono vincenti da questo conflitto, mentre i bulgari sconfitti. Nel 1040 Pietro Deljan di Bulgaria condusse una rivolta contro i bizantini. Egli liberò rapidamente le terre bulgare occidentali da Belgrado fino a Larissa ma l'anno successivo Alusian di Bulgaria, si ribellò al cugino Pietro, e lo fece accecare. Benché fosse diventato cieco, Pietro rimase al comando dell'esercito bulgaro, e venne a contatto con l'esercito bizantino vicino a Ostrovo. La battaglia in sé è poco chiara ma si sa che i bulgari furono sconfitti principalmente con l'aiuto della guardia variaga dell'Imperatore Michele IV il Paflagone. Il destino dell'Imperatore bulgaro è inoltre a noi sconosciuto, è probabile ch'egli morì nell'infuriare della battaglia. Di conseguenza la rivolta fu schiacciata e la Bulgaria fu di nuovo sotto il dominio bizantino fino al 1185.